# 勒萊·詹金斯
勒萊·詹金斯（Leeroy Jenkins）是由玩家Ben Schulz在暴雪娛樂出品的MMORPG《魔獸世界》中所創設的角色名稱，該角色由於一段遊戲影片而出名，並有了超出遊戲本身的影響。

## 影片描述
該影片是由魔獸世界玩家公會所發佈的。该公會隊伍正討論著他們在接下的副本中將採取的戰鬥策略，讨论战斗策略时，詹金斯离开了电脑去准备餐点。當詹金斯回到電腦前，他沒有聽到關於計劃的內容，便大喊著自己的名字，直接進入副本戰鬥，而他的隊友們為了協助他也隨後進入。但詹金斯的妄動破壞了整個計劃，讓整支隊伍成員全部阵亡。

## 影響
此一事件的影片原為PALS FOR LIFE公會的招生影片，影片雖然是特地拍攝，但公會會長強調這是真實發生的事件，只是重新再拍過。而影片一發表之後，便引起各界極大的迴響，許多電玩雜誌與電視頻道紛紛專訪Leeroy Jenkins，網路上也出現許多Leeroy Jenkins的影迷會與討論區，有人更是印製Leeroy Jenkins的紀念服飾來販賣，造成一股風潮。南方公園版本的WOW卡通也有出現諷刺Leeroy的橋段與台詞，而暴雪官方所出版的魔獸卡牌遊戲當中，為了紀念此一事件，也特別發行了Leeroy Jenkins的卡片，在其资料片巫妖王之怒的成就系统中，有"Leeeeeeeeeeeeeroy!"（中國服务器翻译为灭团之星）成就，其要求为15秒内杀掉50条群居幼龙，完成这一成就的玩家可以拥有Jenkins称号（台灣伺服器翻譯為炸雞勇者；中國服务器翻译为火车王）。在2014年發售的資料片德拉諾之王中，改為100等五人副本的黑石塔上層（英雄難度）中，玩家可以復活Leeroy Jenkins，接著在十五分鐘內若能清除其行走路徑上的怪物，就可以獲得該人物作為該資料片追隨者系統中的一員。
在英文的網路用語當中，Leeroy Jenkins更是成為了新的英文片語，用作有勇無謀行為的形容詞，形容在玩MMORPG時愛吃炸雞的人，或指高喊自己名字再衝入殺敵的動詞。
隨後，暴風雪遊戲公司所發行的卡牌遊戲爐石戰記當中，為了紀念此一特殊事件，而製作了炸雞勇者（简体中文为火车王里诺艾）這張攻擊力高但是生命值低落的傳說等級卡片。效果內容是召喚這張卡牌時，可立刻進行攻擊，但同時會給予對手兩隻幼龍作為代價；這張卡片在遊戲中所帶來的雙面刃效果，跟當時炸雞勇者在魔獸世界中的事件有異曲同工之妙。
此外，他還在2006年播出的《南方公園》系列第10季的第8集《要愛，不要魔獸世界》中扮演一名反派角色。

## 外部連結
- Youtube：Leeroy Jenkins影片 （页面存档备份，存于）
- Leeroy的Armory查詢 （页面存档备份，存于）
- Youtube：BlizzCon 2007時對Leeroy jenkins的專訪